# كزافييه براون
كزافييه براون (بالإنجليزية: Xavier Brown)‏ هو لاعب كرة قدم أمريكية أمريكي، ولد في 19 فبراير 1988.